# راشد الماجد
راشد الماجد (زاده ۲۷ ژوئیه ۱۹۶۹) خواننده عربستانی و از مشهورترین خوانندگان خلیج فارس است که در بحرین متولد شده و پدر او اهل عربستان سعودی است و مادر وی بحرینی است، و او پاسپورت بحرین دارد.
او در شهر منامه در بحرین متولد شد، و فرزند دوم خانواده است بین دو برادر و ۴ خواهر. او کودکی و تحصیلات ابتدائی اش را در بحرین ، دمام و عربستان سعودی پشت سر گذاشت و مدرک مقطع متوسطه را دریافت کرد. او صاحب شرکت هنرهای جزیره، و کانال وناسه و پلاتینیوم ریکوردز است. و ۵۰ درصد شراکت با مجموعه MBC دارد و او دفترهایی در ریاض، بحرین و دبی دارد.